# 海港镇
海港镇，是中华人民共和国河北省秦皇岛市海港区下辖的一个乡镇级行政单位。

## 行政区划
海港镇下辖以下地区：
西盐务社区、邵岭社区、东盐务社区、前马坊社区、东王岭社区、南李庄社区、兴隆社区、百姓王庄社区、网匠庄社区、张庄社区、安子寺社区、李姓安庄社区、邹吕庄社区、土台子社区、范家店社区、石山村、东李庄村、小高庄村、小李庄村、小张庄村和韩庄村。